# Retroactive
Retroactive je americký akční film s prvky sci-fi z roku 1997. Režisérem snímku je Louis Morneau. Účinkovali v něm James Belushi, Kylie Travis, Shannon Whirry, Frank Whaley, M. Emmet Walsh a další.
Hudbu k snímku složil Timothy Truman. Premiéra proběhla 1. ledna 1997.